# زمین‌شیمی

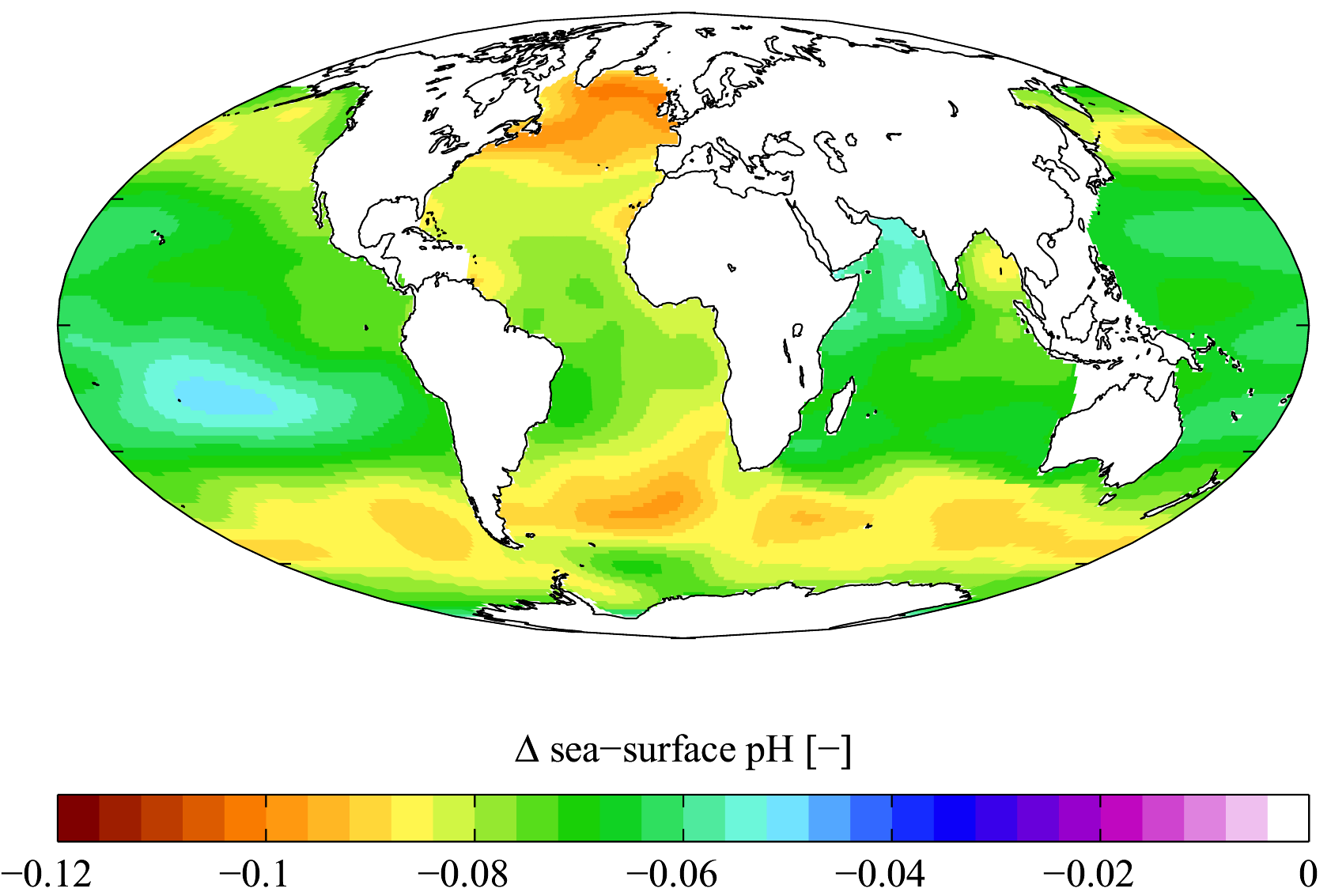
نقشه تغییر تخمینی سطح pH اقیانوس‌ها از قرن هجدهم تا قرن بیستم

زمین‌شیمی (به انگلیسی: Geochemistry) یا ژئوشیمی از دو واژهٔ Geo به معنی زمین و chemistry به معنی شیمی تشکیل شده‌است.

## دید کلی
در ساده‌ترین شکل ژئوشیمی را می‌توان به عنوان علمی تعریف کرد که با شیمی کل زمین و اجزای تشکیل دهنده آن سرو کار دارد. علم ژئوشیمی به تعبیری هم محدودتر و هم گسترده‌تر از زمین‌شناسی می‌باشد. این علم با توزیع و مهاجرت عناصر شیمیایی در درون زمین و در ابعاد زمان و مکان سرو کار دارد. علم رخداد و توزیع عناصر در جهان، به‌طور کلی شیمی کیهانی نامیده می‌شود. جهت درک درست شیمی زمین حائز اهمیت است که تا حد امکان از شیمی و تاریخ خورشید و سایر اجسام سیاره‌ای منظومه شمسی و همچنین شیمی ستارگان و فضای بین سیاره‌ای و میان ستاره‌ای مطلع باشیم. به‌طور کلی وظایف اصلی ژئوشیمی را می‌توان به صورت زیر خلاصه کرد:
تعیین فراوانی نسبی و مطلق عناصر و انواع اتم‌ها (ایزوتوپها) در زمین.
مطالعه توزیع و مهاجرت هر یک از عناصر در بخش‌های مختلف زمین (اتمسفر، هیدروسفر، پوسته و غیره) و همچنین در کانی‌ها و سنگ‌ها به منظور کشف اصول اداره‌کننده این توزیع و مهاجرت.

## تاریخچه ژئوشیمی

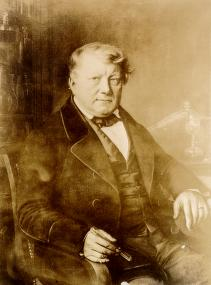
شونبین

علم ژئوشیمی عمدتاً در طی قرن اخیر توسعه یافته‌است. با این وجود، مفهوم نظامی مستقل که با شیمی زمین سر و کار داشته باشد، مفهومی کهن است و واژه ژئوشیمی نیز برای اولین بار توسط شیمیدان سوئیسی به نام شون بین (کاشف اوزون)، در سال ۱۸۳۸ معرفی گردید.
مفهوم جدید یک عنصر را می‌توان به زمان لاووازیه و کتاب معروف وی در مورد عناصر شیمیایی (۱۷۸۹) نسبت داد.
در سال ۱۸۶۰ بنزن و کیرشف) چگونگی کاربرد طیف‌سنج در تشخیص و شناسایی عناصر را به نمایش گذاشتند، پس از آن عناصر Cs, Rb و Tl به سرعت و پی در پی به وسیله این دستگاه جدید کشف شدند. با بر پا شدن سازمان زمین‌شناسی آمریکا در سال ۱۸۸۴ و انتخاب کلارک به عنوان شیمیدان اصلی، سازمانی مرکزی برای تحقیقات شیمیایی زمین، در قاره آمریکا بنا نهاده شد.
تأسیس آزمایشگاه ژئوفیزیکی به وسیلهٔ مؤسسه کارنگی واشینگتن در ۱۹۰۴، موجب پیدایش پیشرفت‌های بزرگی در ژئوشیمی گردید. گلدشمیت که در سال ۱۹۱۱ از دانشگاه آسلو، فارغ‌التحصیل گردید، رساله دکترای وی کمکی اساسی به ژئوشیمی بود.
سال ۱۹۱۲، از بسیاری جهات می‌تواند تاریخی حیاتی برای توسعه و پیشرفت علم ژئوشیمی به حساب آید. در این سال فون‌لو نشان داد که ترتیب قرار گرفتن منظم اتم‌ها در بلورها می‌تواند به صورت شبکه انکساری در مقابل اشعه‌های ایکس عمل کند و بنابراین به اکتشافی دست یافت که می‌توانست ساختار اتمی اجسام جامد را تعیین کند.
یک مرکز مهم ژئوشیمی نیز در سال ۱۹۱۷ در اتحاد جماهیر شوروی تأسیس شد. بزرگان نامی این مرکز را ورنادسکی و همکاران جوان‌تر وی، فرسمن و وینوگرادف تشکیل می‌دادند. بازدهی علمی این مرکز بسیار زیاد بوده‌است. ژئوشیمی در اتحاد جماهیر شوروی بخصوص در راستای جستجو و استخراج مواد معدنی خام قرار داشته، و ظاهراً موفقیت قابل ملاحظه‌ای در این زمینه کسب کرده‌است.
در اختیار داشتن نمونه‌های کره ماه، داده‌های کاوش از راه دور اتمسفرها و سطوح سیارات و پذیرش مفهوم تکتونیک صفحه‌ای در سال‌های ۱۹۶۰ و ۱۹۷۰، دیدگاهی نوین برای نمونه برداری و نظریه ژئوشیمی فراهم آورد. افزوده شدن داده‌های گسترده‌ای از ماه و داده‌های زمین و شخانه‌ها، این امکان را به وجود آورد که بسیاری از نظریه‌های ارائه شده در مورد سیاره شناسی و شیمی کیهانی آزمایش شوند.
ساختار منطقه‌ای زمین
اتمسفر
اگر چه اتمسفر فقط جزء کوچکی از کل جرم زمین را تشکیل می‌دهد، اما تأثیر آن روی شیمی سطح زمین قابل ملاحظه است. اتمسفر به عنوان محیط انتقال همنه‌های بسیاری از واکنش‌های ژئوشیمیایی سطح زمین عمل می‌کند، مانند انتقال اکسیژن، دی‌اکسید کربن و آب؛ که در فرایندهای هوازدگی شیمیایی اجزای اصلی را تشکیل می‌دهند.
ترکیبات اتمسفر: ترکیب ساده بوده و تقریباً تماما از سه عنصر نیتروژن، اکسیژن و آرگون تشکیل شده‌است؛ و گازهای دیگری هم که به مقدار بسیار کم اتمسفر وجود دارند شامل دی‌اکسید کربن، نئون، هلیوم، کریپتون، گزنون، هیدروژن و اکسید نیتروژن می‌باشند. این دسته اجزای اتمسفر در نمونه‌ای مختلف هوا نسبتاً ثابت بوده و در جاهای مختلف یا زمان‌های مختلف تفاوتی نمی‌کند؛ ولی بعضی از اجزای سازندهٔ اتمسفر مقدارشان متغیر است و شامل گازهای می‌باشند.
تصویر
هیدروسفر
قشری ناپیوسته از آب شیرین، شور و جامد در سطح زمین است. هیدروسفر از اقیانوس‌ها همراه با دریاها و خلیج‌های پیوسته به آنها، دریاچه‌ها، آب رودها و رودخانه‌ها، آب‌های زیرزمینی و برف و یخ تشکیل شده‌است.
بیوسفر
واژه بیوسفر برای اولین بار توسط لامارک به کار برده شد. این واژه کاربردی دوگانه دارد؛ یکی برای مشخص کردن آن بخش از زمین که توانایی حفظ حیات را دارا می‌باشد و دیگری برای نشان دادن مقدار کل ماده زنده موجود شامل گیاهان، جانوران و موجودات ذره‌بینی.
ترکیبات بیوسفر: دانش ما از مقدار نسبی جانوران مختلف بیوسفر از حدس و گمان هوشیارانه فراتر نمی‌رود. آب جز اصلی تمام مواد آبی است. چوب حدود ۵۰٪ آب دارد و مهره داران حدود ۶۶٪، در حالیکه مقدار آب بی‌مهرگان دریایی بیش از ۹۰٪ است. عناصر موجود در بیونسفر عبارتند از: انرژی عناصر تغذیه‌ای بزرگ و عناصر اغذیه‌ای کوچک برای گیاهان و جانوران فقط برای گیاهان و Co و I فقط برای جانوران)
پوسته زمین
پوسته زمین، ضخامتی از زمین است که از سطح شروع می‌شود و تا ناپیوستگی موهو ادامه می‌یابد.
ترکیبات شیمیایی پوسته زمین: ترکیب میانگین پوسته در اصل همان ترکیب سنگ‌های آذرین است، زیرا مقدار کل سنگ‌های رسوبی و دگرگونی پوسته در مقام مقایسه با توده سنگ‌های آذرین موجود فاقد اهمیت است.
گوشته زمین
گوشته زمین از قاعده پوسته شروع می‌شود و تا عمق ۲۹۰۰ کیومتری که ناپیوستگی گوتنبرگ - ویچرت قرار دارد، ادامه می‌یابد.
ترکیب شیمیایی گوشته: ترکیب شیمیایی گوشته از کانی‌های سیلیکاتی، احتمالاً بیشتر الیوین و پیروکسن‌ها یا معادل‌های فشار بالای آن‌ها تبعیت می‌کند.
هسته زمین
هسته زمین از ناپیوستگی گوتنبرگ - ویچرت در عمق ۲۹۰۰ کیلومتر شروع می‌شود، تا مرکز زمین ادامه می‌یابد. از نظر شیمیایی هسته از آهن و نیکل تشکیل شده‌است.
هسته خارجی زمین: هسته خارجی از عمق ۲۹۰۰ کیلومتری شروع می‌شود و تا عمق تقریباً ۵۰۰۰ کیلومتر ادامه می‌یابد این قسمت از هسته به صورت مایع می‌باشد.
هسته داخلی زمین: هسته داخلی از عمق ۵۰۰۰ شروع و تا مرکز زمین ادامه می‌یابد، این قسمت از هسته به صورت جامد می‌باشد.